# Ptilochaeta densiflora
Ptilochaeta densiflora là một loài thực vật có hoa trong họ Malpighiaceae. Loài này được Nied. miêu tả khoa học đầu tiên..